# Гребенщикова Аліса Борисівна
Аліса Борисівна Гребенщикова (нар. 12 червня 1978, Ленінград) — російська актриса театру, кіно і дубляжу, телеведуча. Дочка музиканта Бориса Гребенщикова.

## Біографія
Народилася 12 червня 1978 в Ленінграді (Нині в Санкт-Петербурзі) в родині музиканта Бориса Гребенщикова (нар. 27 листопада 1953).
У школі захоплювалася журналістикою, була постійним автором газети П'ять кутів, відвідувала малий журфак СПбДУ. 
У 1999 році закінчила Санкт-Петербурзьку Державну Академію театрального мистецтва (нині — Російський державний інститут сценічних мистецтв, РГІСІ). 
Працює в Москві. До 2001 року грала на сцені МХАТу ім. М. Горького, потім — в антрепризах, з 2009 року постійно зайнята в спектаклях театру «Практика».
Навчалася на паралельних курсах з Іваном Ургантом. Знялася в великому числі кінофільмів і телесеріалів. 
У 2007 році брала участь в льодовому шоу Іллі Авербуха «Льодовиковий період», її партнером був Олексій Тихонов, пара посіла третє місце. 
У 2009 році взяла участь у сезоні «Кращі з кращих» у парі з Максимом Ставиським.
Була частиною основної групи в імпровізаційному телевізійному шоу Першого каналу (Росія) Південне Бутово.
Три сезони була ведучою авторської програми про сімейне дозвілля «Місто для дітей» на телеканалі «Мати й дитя»  . 
У 2010—2013 роках була однією з ведучих «Хочу знати з Михайлом Ширвиндтом» Першого каналу. 
3-4 жовтня 2014 року бере участь у театралізованих онлайн-читаннях «Кареніна. Живе видання» . 
У 2015 році взяла участь у літературно-просвітницькому проекті Бути поетом!. 
25 вересня 2015 року актриса взяла участь у театралізованих онлайн-читаннях творів А. П. Чехова Чехов живий. 
У 2016-2017 роках була ведучою музичної програми «Своя студія» на офіційній радіостанції  Радіо-1.
З січня 2017 року запрошена солісткою Державного симфонічного оркестру для дітей та юнацтва.
10 червня 2008 року  народила сина Олексія від оператора і продюсера Сергія Дандуряна  .
В 2021 році брала участь у гастролях МХАТ ім. М. Горького в окупованому РФ Криму (04—12 вересня 2021). Фігурант бази даних центру «Миротворець».

## Участь у телешоу
- «Льодовиковий період» (2007), (2009)
- «Танці з зірками» (2016)
- Брала участь в проекті «Форт Боярд» з Леонідом Ярмольником і Оксаною Федоровою . Капітан Команди Юрій Гальцев, Олена Воробей, Ілля Носков, Михайло Трухін і Олександр Половцев, виграш переможця 40 300 рублів

## Ролі в театрі

### Літературні та літературно-музичні проекти
1. 2014р. Ніжний спектакль «Капель», за творами 1960-х років. Автор композиції та режисер А. Гребенщикова. Виконують Аліса Гребенщикова, Тетяна Колосова (вокал), Аліна Ненашева (фортепіано).
2. 2015р. Зігріваючий спектакль «Сонячна в'язь», по творах 1960-х років. Автор композиції та режисер А. Гребенщикова. Виконують Аліса Гребенщикова, Тетяна Колосова (вокал), Аліна Ненашева (фортепіано).
3. 2017р. Щаслива концертна програма «Танцплощадка», за віршами Едуарда Асадова і пісням радянських років, автор композиції та режисер А. Гребенщикова. Виконують Аліса Гребенщикова, Тетяна Колосова і Аліна Ненашева.
4. 2016р. «Дев'ять листів», спектакль-читка за творами Марини Цвєтаєвої та її близьких. Спільна постановка з Будинком-музеєм Марини Цвєтаєвої. Автор композиції та режисер А. Гребенщикова. Виконують Аліса Гребенщикова і Павло Артем'єв. Прем'єра відбулася в рамках акції Департаменту культури Москви «Ніч музеїв».
5. 2017р. «Легке ім'я: Пушкін», за творами А. С. Пушкіна, А. А. Блоку і М. І. Цвєтаєвої. Постановка здійснений за підтримки Дому-музею Марини Цвєтаєвої. Автор композиції та режисер А. Гребенщикова. Виконують Андрій Кузічев, Євген Коряковский, Аліса Гребенщикова і ансамбль «Кельтські арфи Москви». Прем'єра відбулася в будинку-музеї Марини Цвєтаєвої в рамках святкування дня міста Москви.
6. 2017р. "Оленячі роги". Літературно-музичний вечір. Звучать твори Юрія Казакова, Алі Кудряшова, а також старовинна і сучасна музика для арфи. Автор композиції та режисер: А. Гребенщикова. Виконують Аліса Гребенщикова і Ольга Пацук (арфа),
7. 2017р. «Поет і час», за творами Марини Цвєтаєвої, Шнітке, Пятра, Прокоф'єва, Яначека та інших композиторів. Постановка за участю камерного Шнітке-Оркеста, диригент Ігор Громов і за підтримки Дому-музею Марини Цвєтаєвої. Автор літературної композиції Аліса Гребенщикова. Виконують Аліса Гребенщикова і камерний Шнітке-оркестр. Прем'єра відбулася на відкритті Московського культурного форуму.

### Драматичні спектаклі
1. «Люди і птахи», реж. Ю. Пересільд, фонд «Галча» 2017 рік
2. «Наше мяу», «Практика», реж. Е. Бояков, поетичний, 2016 рік
3. «Слон Хортон», «Практика», реж. В. Алфьоров, моноспектакль, 2016 рік
4. «СтіхоВаренння», реж. Ю. Пересільд, фонд «Галча», поетичний, 2015 рік
5. «Чоловічий аромат. Оркестр»(«Оркестр »Ж. Ануй), антрепризний, реж. П. Сафонов, роль - Ермеліна, 2015 рік
6. «Віра Полозкова. Короткий метр», Центр ім. Мейєрхольда, реж. Р. Маліков, поетичний, 2015 рік
7. «Їжачок і ведмежа», «Практика», реж. С. Іванова-Сергєєва, моноспектакль, 2014 рік
8. «Три дівчини в блакитному», «Інший театр», реж. О. Цеховіч, роль - Ірина (головна), 2013 рік
9. «Сусід на тиждень, не більше», реж. В. Гаркалін, антрепризний, роль - Софі (головна), 2013 рік
10. «HAPPY 60's», «Політеатр» / «Практика», реж. Е. Бояков, поетичний, 2013 рік
11. «Віра Полозкова. Вибрані»,«Політеатр»/«Практика», реж. Е. Бояков, поетичний, 2012 рік
12. «Вибір героя», «Політеатр / Практика», реж. В. Агєєв, роль - Маша, 2012 рік
13. «Віра Полозкова. Стихи о любви»,«Практика», реж. Е. Бояков, поетичний, 2011 рік
14. «Піноккіо» Центр ім. Мейєрхольда / театр «Практика», реж. Жоель Помру, роль Піноккіо (головна), 2009 рік
15. «8 жінок і ...», антрепризний, роль Катрін (головна), 2009 рік
16. «Пастка», реж. Р. Манукян, антрепризний, 2008 рік
17. «Казки старого Арбату», антрепризний, роль - Виктоша (головна), 2007 рік
18. «З глузду з'їхати» ( «Жахливі батьки» Ж. Кокто), антрепризний, роль - Мадлен, 2003 рік
19. «Ромео і Джульєтта», реж. М. Шевчук, роль - Джульєтта (головна), 2001 рік
20. «Сільвія», реж. Петро Штейн, антрепризний, роль - Сільвія (головна), 2001 рік
21. «Її друзі», МХАТ імені Горького, реж. В. Усков. Роль - Римма Третьякова, 2000 рік
22. «Чернець і бісеня», МХАТ імені Горького, роль - служниця, 2000 рік
23. «Дама-невидимка», МХАТ імені Горького, роль - служниця, 2000 рік
24. «Мої ненароджені сини», МХАТ імені Горького, роль - Віка (головна), 2000 рік
25. «Синій птах», МХАТ імені Горького, Митиль (головна), 1999 год
26. «Весь ваш Антоша Чехонте» МХАТ імені Горького, Митиль (головна), 1999 год
27. «Хитрий братик Кролик і добрий братик Лис» Музкомедия, роль - Матушка Медоуз, 1998 рік
28. «Івонна, принцеса Бургундська», антрепризний, роль - Івонна (головна)

## Фільмографія
1. 1997 -  Американка -  Дінка Огурцова
2. 1997 -  1998 -  Вулиці розбитих ліхтарів-1 -  дівчина Едіка (в серії Зіпсований телефон) / співачка з групи «Три сестри» (в серії Справа № 1999)
3. 2000 -  2002 -  FM і хлопці -  Жанна
4. 2000 - ДМБ-002 -  Аліса
5. 2001 -  Блідолиций брехун (в циклі «Російський водевіль») -  Дуська
6. 2001 -  Аз і Ферт (в циклі «Російський водевіль») -  Килина
7. 2001 -  FM і хлопці -  Жанна
8. 2001 - ДМБ-003 -  Аліса
9. 2001 - Єралаш -  вчителька біології (147 випуск, сюжет «Записка»)
10. 2002 -  Світські хроніки -  фотомодель Соня
11. 2002 -  Таємний знак. Частина перша -  ді-джей «Скрипка»
12. 2003 -  Четверте бажання -  актриса
13. 2003 -  Пасажир без багажу -  Леночка
14. 2003 -  Ундіна -  Вірочка
15. 2003 - Спас під березами -  Зойка, сестра Грицька
16. 2003 - Краще місто Землі -  хуліганка Нінка
17. 2004 -  Команда -  Даша
18. 2004 -  Ундіна-2 -  Вірочка
19. 2004 - Кавалери Морської Зірки -  Лиса
20. 2004 - Водій для Віри -  Руда
21. 2004 -  Ніжне чудовисько -  медсестра Світу
22. 2004 -  Посилка з Марса -  Людочка
23. 2004 -  Строптивая мішень -  Наташа
24. 2005 -  Діаманти для Джульєтти -  Кнопка
25. 2005 - Великогабаритні -  Діна Бєлова, продавець спортивного магазину
26. 2005 - Тайський вояж Степанича -  Маша Окопова, дочка Степановича
27. 2005 - Людина в футлярі, людина в пальто і людина у фраку -  Лариса Кулькова
28. 2005 -  Лебединий рай
29. 2005 -  Новорічний кілер -  Олена Хазарова
30. 2005 -  Сищики-4, серія «Любов зла» -  Шура Караваєва
31. 2006 - Іспанська вояж Степанича -  Маша Окопова, дочка Степановича
32. 2006 -  День грошей -  Тося
33. 2006 - Полювання на генія -  лаборант Олена
34. 2006 - Обережно, блондинки! -  Свєтка
35. 2007 -  Травень -  Христина
36. 2007 -  Повернення блудного чоловіка -  Сільва
37. 2007 - Іванко, (фільм, 2007) -  Зіна
38. 2007 - Це було в Гаврилівці
39. 2007 - Утікачки -  Поліна, льотчиця
40. 2008 -  Єгорине горе -  Катя
41. 2008 - Вероніка не прийде -  Ніна
42. 2008 - Формула стихії -  Люся
43. 2010 - Москва, я люблю тебе! (Новела «Барадеї (неприємна ситуація)») -  наречена
44. 2010 -  Віра, Надія, Любов -  Надія
45. 2011 -  Мелодия любви -  Зіна
46. 2011 -  Любов і розлука -  ФІСА
47. 2011 -  Лектор -  Березня, дружина Клауса Гросса
48. 2012 - Мексиканський вояж Степанича -  Маша Окопова, дочка Степановича
49. 2013 - 45 секунд -  Алла
50. 2013 - Мама-детектив (10-я серія) -  Марина Юріївна Соколова, художниця
51. 2013 -  Шерлок Холмс -  Рейчел
52. 2014 - Танкісти своїх не кидають -  міліціонер Катерина Макарова
53. 2014 - Sex, кава, сигарети -  повія
54. 2015 - Училка (фільм, 2015 -  Ася, журналіст
55. 2016 -  Бідні люди -  Ксенія
56. 2018 -  Останнє випробування -  Ася, кореспондент
57. 2018 - Дружина з того світла -  Інна Валентинівна
58. 2018 - Разом з Вірою -  Віра
59. 2019 - БІХЕППІ -  бомжиха
60. 2020 - Проект «Анна Миколаївна» -  Яна Міхєєва
61. 2020 -  Вечір блазнів, або Серйозно з привітом -  Зінаїда
62. 2020 - М'ятний пряник -  Світлана

### Дубляж
1. 2008 — Кунг-фу панда - майстер Тигриця

## Премії і нагороди
- 2007, Лауреат національної премії Тріумф (молодіжна категорія)
- 2005, Приз імені Фаїни Раневської за кращу жіночу роль у комедії - VI відкритий Російський Фестиваль «Посміхнися, Росія!»